# John Frederick Maurice
Frederick Barton Maurice, född 1841 i London, död 1912, var en engelsk militär och författare. Han var son till Frederick Denison Maurice och far till Frederick Barton Maurice. 
Maurice, som blev generalmajor 1895, är främst känd genom sin biografi över fadern (1883-1884) och sina militärhistoriska verk, bland vilka märks den officiella skildringen av Andra Boerkriget History of the war in South Africa, 1899-1902 (1906 ff.). 